# Papiaru (Vara)
Papiaru – wieś w Estonii, w prowincji Tartu, w gminie Vara.